# Kỹ sư quân sự
Kỹ sư quân sự là chuyên gia về phân tích, tính toán, thiết kế, chế tạo hoặc sửa chữa, khai thác các trang thiết bị kỹ thuật và vũ khí. Kỹ sư quân sự thường được đào tạo tại các trường đại học kỹ thuật quân sự, ngoài kiến thức về mặt chuyên môn còn được đào tạo về chỉ huy tham mưu kỹ thuật cấp chiến thuật, chiến dịch quân sự. Ở Việt Nam và các nước XHCN, các kỹ sư quân sự còn phải học thêm các kiến thức về công tác Đảng, công tác chính trị trong quân đội. Nếu là người tổ chức nghiên cứu thiết kế, chế tạo các loại vũ khí hiện đại và phức tạp thì có kỹ sư trưởng, công trình sư, tổng công trình sư quân sự.